# Ruine Goldhubel
Die Ruine Goldhubel ist die Ruine einer Höhenburg aus dem 10. Jahrhundert in der Gemeinde Aegerten im Kanton Bern. 

## Lage
Am Rande der früheren Zihlebene befinden sich zwei Hügel, auf denen sich die Reste der Erdburg (Motte) befinden.

## Geschichte
Der künstlich erhöhte Turmhügel trug den Wohnsitz der Ritter. Die Burg war etwa vom 10. bis zum 13. Jahrhundert bewohnt und wurde wohl von den Rittern von Pfeid oder ihren Vorfahren errichtet.  
1999 hat der Staat Bern das Gelände zur Erhaltung der Anlage erworben.